# 笹野梅太郎
笹野 梅太郎（ささの うめたろう、1871年1月19日〈明治3年11月29日〉 - 没年不明）は、日本の篤農家、実業家、政治家、和歌山県多額納税者。和歌山県日高郡稲原村長。族籍は和歌山県平民。

## 人物
和歌山県平民・笹野勇助の長男。父退隠の後を承け、家督を相続する。農業を営み、会社重役である。旭セメント、熊野電気、南海醋酸、南海紙業、南海信託各取締役、南海信託土地、日高信託、日出紡織、和歌山産業各監査役などをつとめた。住所は和歌山県日高郡稲原村（現・印南町）。

## 家族・親族
笹野家
- 父・勇助（和歌山平民）[1]
- 妻・ナミエ（1881年 - ?、和歌山、瀬見伊助の四女）[1][6]
- 二男・勇（1904年 - ?）[3]
- 三男・英（1907年 - ?）[3]
  - 同妻・喜代子（1910年 - ?、和歌山、浦野誠太郎の三女）[3]
- 長女[6]
- 二女[1]
- 孫[3]